# Acollesis umbrata
Acollesis umbrata är en fjärilsart som beskrevs av W. Warren 1899. Acollesis umbrata ingår i släktet Acollesis och familjen mätare. Inga underarter finns listade i Catalogue of Life.